# Chaliella doubledaii
Chaliella doubledaii is een vlinder uit de familie van de zakjesdragers (Psychidae). De wetenschappelijke naam van deze soort is voor het eerst voorgesteld als Oiketicus doubledaii door John Obadiah Westwood in een publicatie uit 1854.
De soort komt voor op Sri Lanka.